# 青木久 (郡山市長)
青木 久（あおき ひさし、1922年（大正11年）8月18日 - 2011年（平成23年）12月14日）は、日本の政治家。郡山市長（2期）、福島県議会議員（6期）を務めた。

## 経歴
福島県出身。山形県立山形工業学校（現在の山形県立山形工業高等学校）を卒業後、日東紡績に入るが、太平洋戦争により陸軍に入隊。工兵科に所属し、工兵学校に入学、少尉で終戦を迎えた。戦後、日東紡績に復職し、富久山工場（現在の郡山市富久山町福原の日東紡績富久山事業センター）に勤務する。その一方、同工場の労働組合委員長となり、全国繊維産業労働組合同盟福島県支部長、郡山地労委議長を務めた。
1959年（昭和34年）の福島県議選において安積郡選挙区（1967年（昭和42年）からは郡山市選挙区）から日本社会党公認で立候補し、当選する。のち、民主社会党（民社党）に移り、福島県議を6期、22年務める。この間、民社党福島県連書記長などを務めた。
1985年（昭和60年）郡山市長選挙に立候補して当選し、2期務めた。1993年（平成5年）の市長選で3期目を目指したがテキサスA&Mユニバーシティ郡山校の存続問題などが争点となり、閉校を公約した対立候補の市職員出身の藤森英二に敗れた。
1996年には市内湖南町福良字家老の国道294号沿いに同氏の銅像が建設された。

## 栄誉
- 郵政大臣表彰[6]
- 全国県議会議長会会長表彰[6]
- 自治功労者[3]